# 太皷谷稲成神社

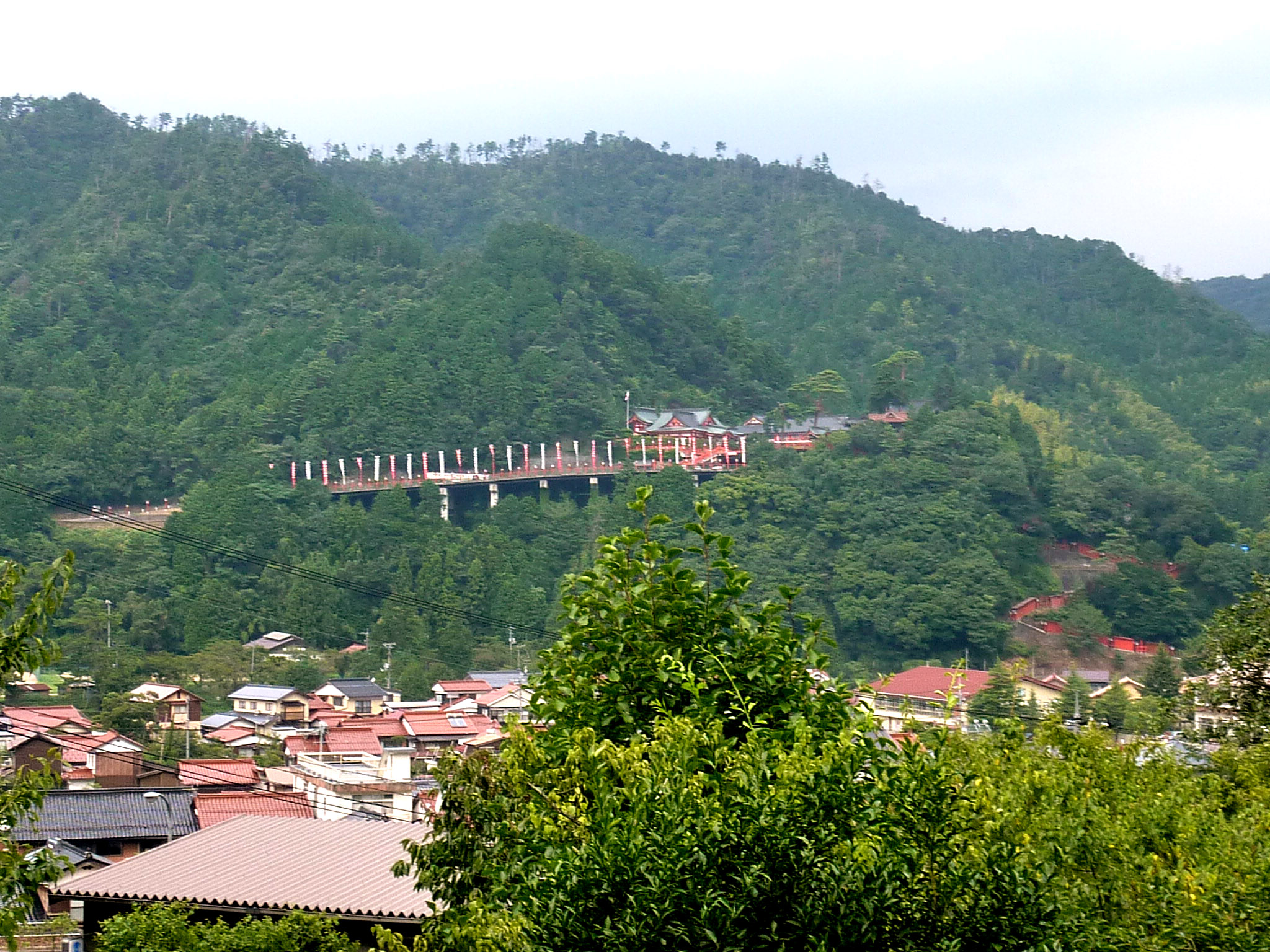
全景。参道には約1000本の朱塗りの奉納鳥居が連なる。

太皷谷稲成神社（たいこだにいなりじんじゃ）は、島根県鹿足郡津和野町にある神社。別表神社にして旧社格は郷社。通称「津和野のおいなりさん」。日本三大稲荷の一つとされることがあるが、一般的には日本五大稲荷の一つに数えられ、出雲大社に次いで島根県内2位の年間参拝客を数える。

## 歴史
安永2年（1773年）5月15日、津和野藩7代藩主亀井矩貞が、藩と領民安寧のために京都の伏見稲荷大社から勧請を受け、三本松城（津和野城）の鬼門に当たる太皷谷の峰に稲成神社を創建したのに始まる。慶應3年（1867年）7月、津和野藩による神社整理が行われ、津和野乙女山に鎮座する熊野権現社を稲成神社に遷し、相殿として祀り、社号が熊野神社となった。歴代藩主の崇敬を受け藩主以外の参拝は禁止されていたが、廃藩後は庶民も参拝できるようになった。
1923年（大正12年）社殿（現・元宮）を建立。1924年（大正13年）に皇族（当時）・北白川宮富子が参拝時に宝物の寄進をしたため、宝物殿を設置し、養老文庫が設けられた。1927年（昭和2年）に熊野神社から稲成神社と改称される。1935年（昭和10年）に郷社に列格した。参拝者の増加に伴い、1963年（昭和38年）9月に新社殿建設奉賛会が結成され、新社殿の拝殿・本殿が1969年（昭和44年）に建てられ、遷宮が斎行された。古い社殿は「元宮」として現存し、分霊が奉斎されている。
近年は「日本五大稲荷」を称している（他の4社は伏見稲荷大社・笠間稲荷神社・竹駒神社・祐徳稲荷神社）。

## 社名
津和野城の城山の一角に位置し、江戸期には時刻を知らせる太鼓が鳴り響いた谷間であったことから太鼓谷と呼ばれる。「稲成」と表記するのは、願い事が叶うようにとの思いからとされる。もとより藩主のみ崇敬を許される城内社であったが、ある日城の御蔵番が蔵の鍵を紛失した廉にて切腹の沙汰を申し付けられ、禁を犯して七日七晩願掛けに通ったところ、願い叶って蔵の鍵が見つかり助命されたという故事より、津和野藩主により称号され“成”の字を用いるようになったと伝わる。
全国で唯一「いなり」を「稲成」と表記する神社とされる。なお、同じ「稲成神社」を名乗る（名乗った）他の社は太皷谷稲成神社とは無関係であることを公式サイト上で明らかにしている。

## 祭神

境内から見た津和野の町並み。

- 宇迦之御魂神（稲荷大神）
- 伊弉冉尊（熊野大神）

## 境内
- 表参道 - 石段が263段あり、鳥居が約1000本建てられている[8]。
- 手水舎
- 神門 - 1972年（昭和47年）12月建立の三門形式の神門。中央の門は、新年、祭事のみ使用され、通常は左右の門を使用する[8]。
- 拝殿・本殿 - 新殿ともよばれ、油揚げを供える習わしがある。
- 新殿裏参拝所 - 祭神に最も近い本殿裏からの参拝所[9]。
- 元宮 - 1969年（昭和44年）に新殿が建立されるまでの社殿。
- 命婦社 - 元宮の背後に鎮座する境内社。
- 社務所
- 宝物殿 - 特別社宝88点、書画77点、美術工芸品58点、その他16点が収蔵されている[10]。
- 結婚式場
- 儀式殿 - 披露宴などに使用できる多目的ホール。

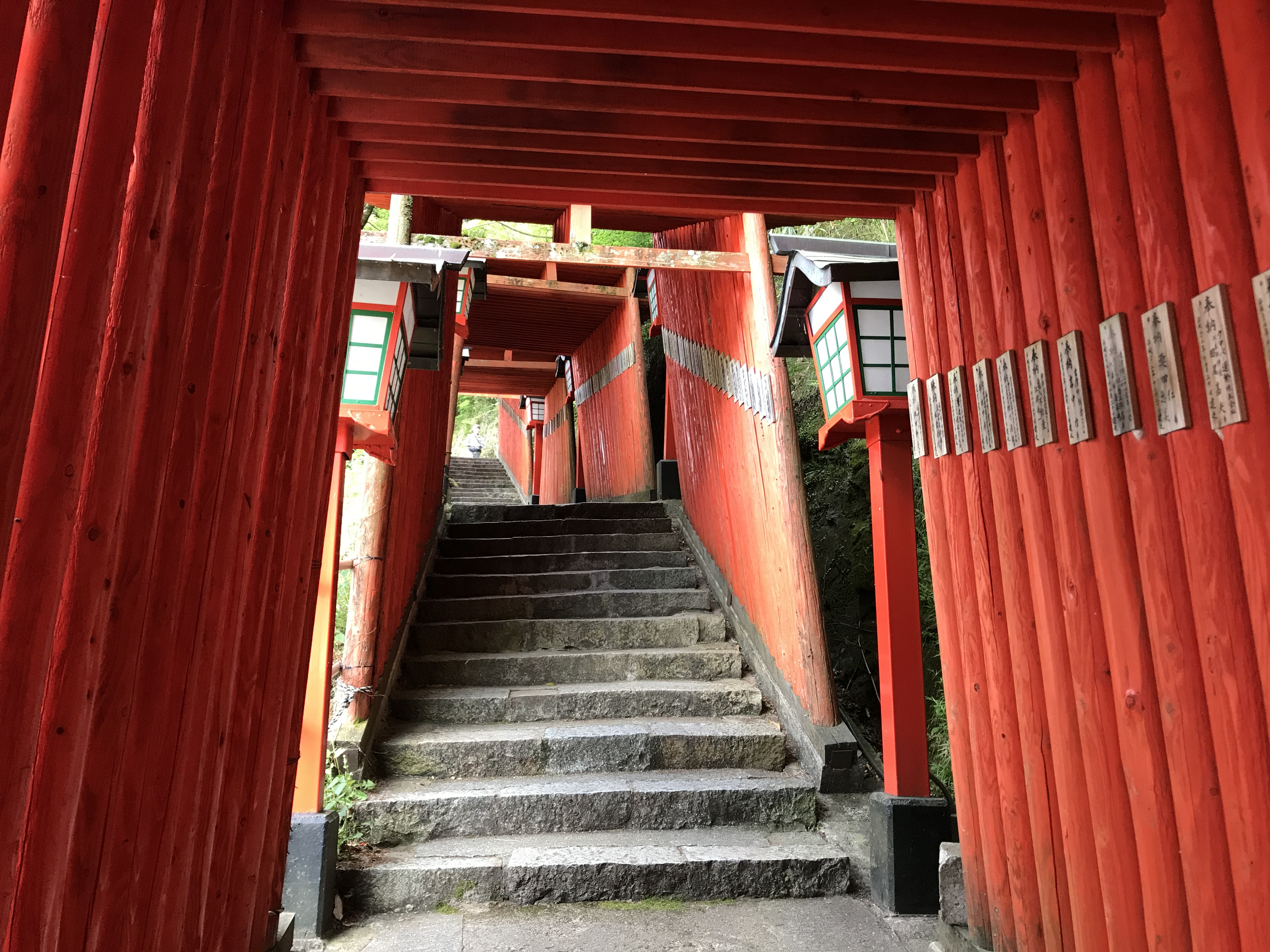
表参道 千本鳥居
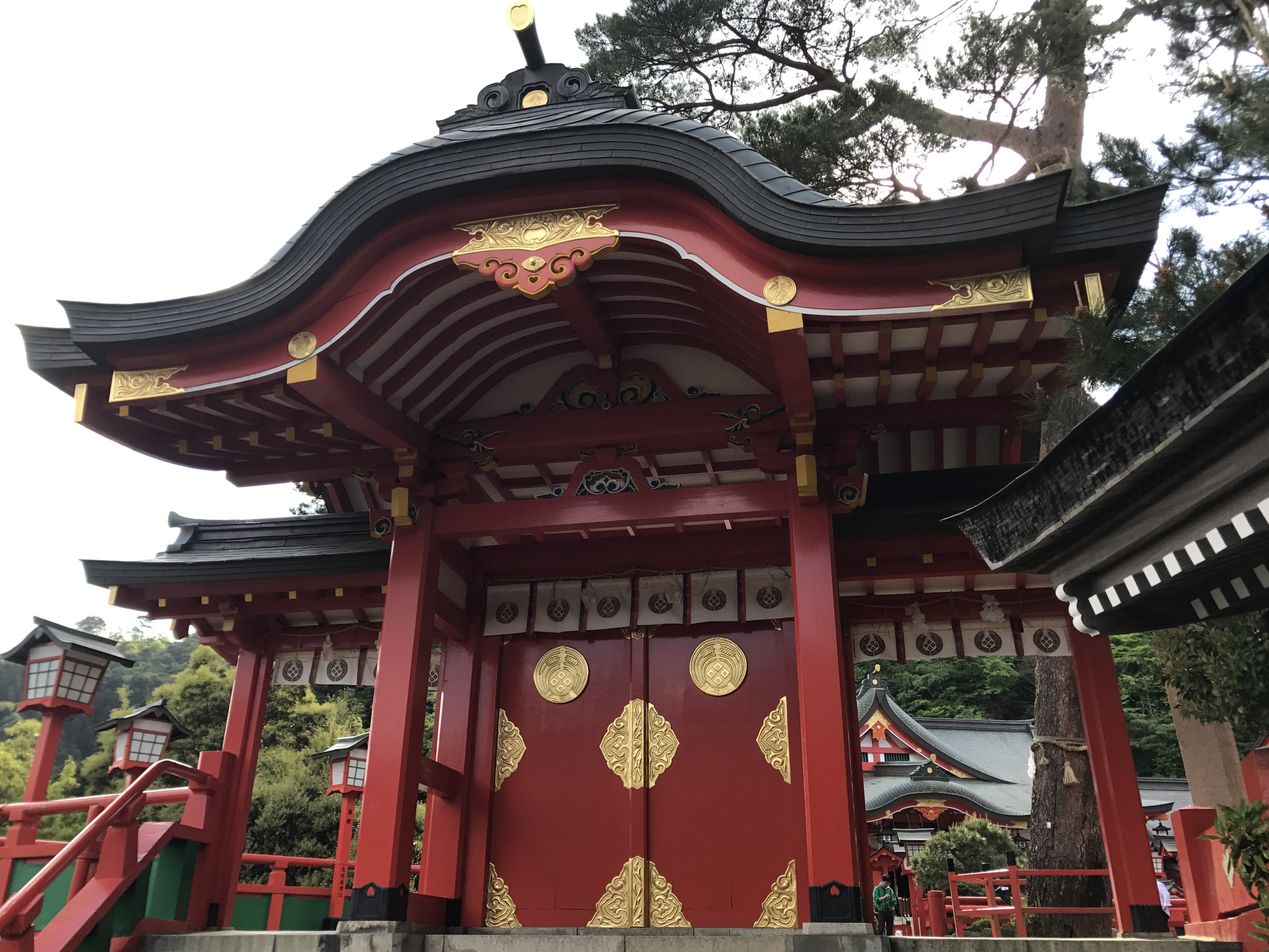
神門 参道側
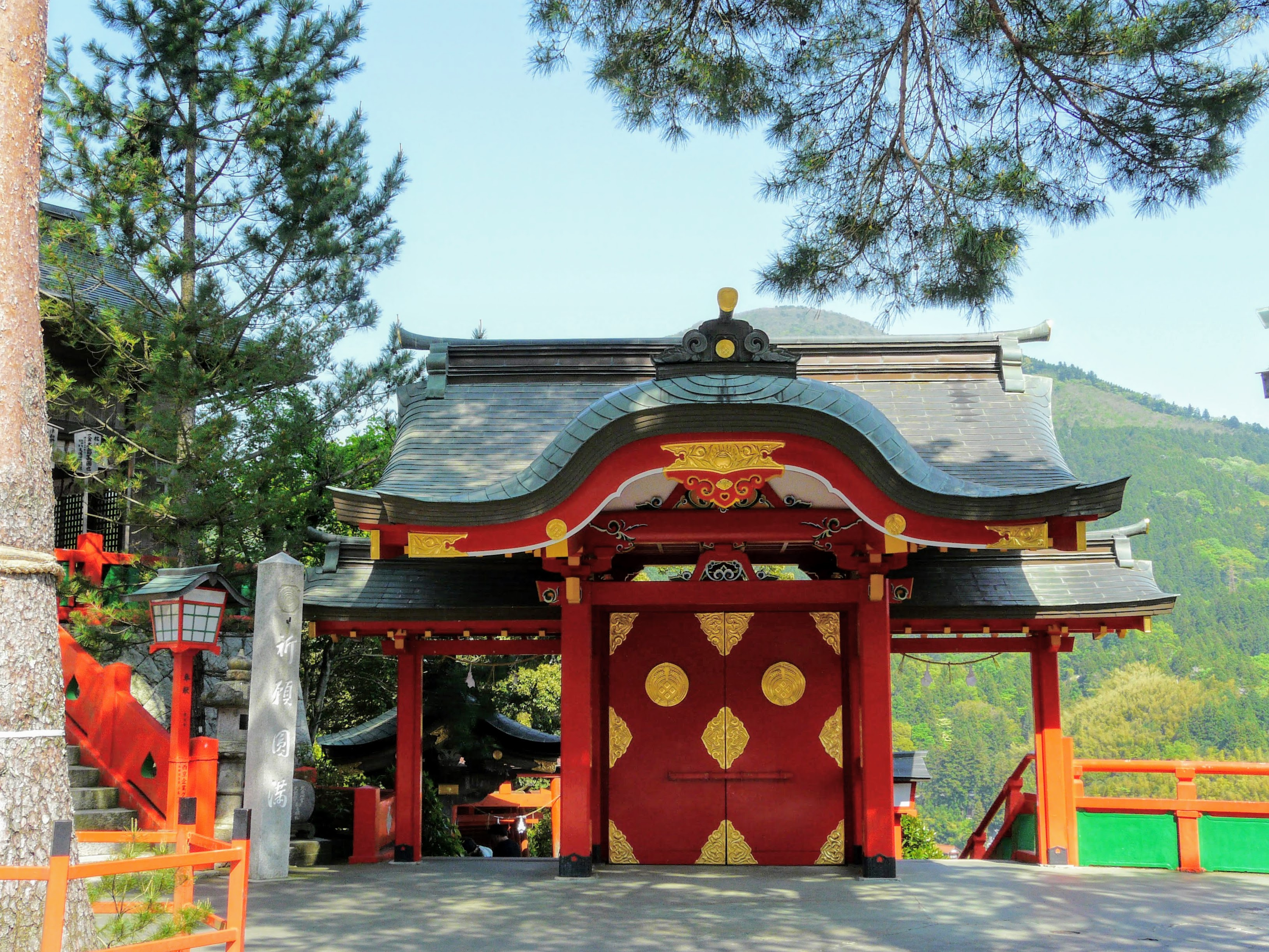
神門 境内側
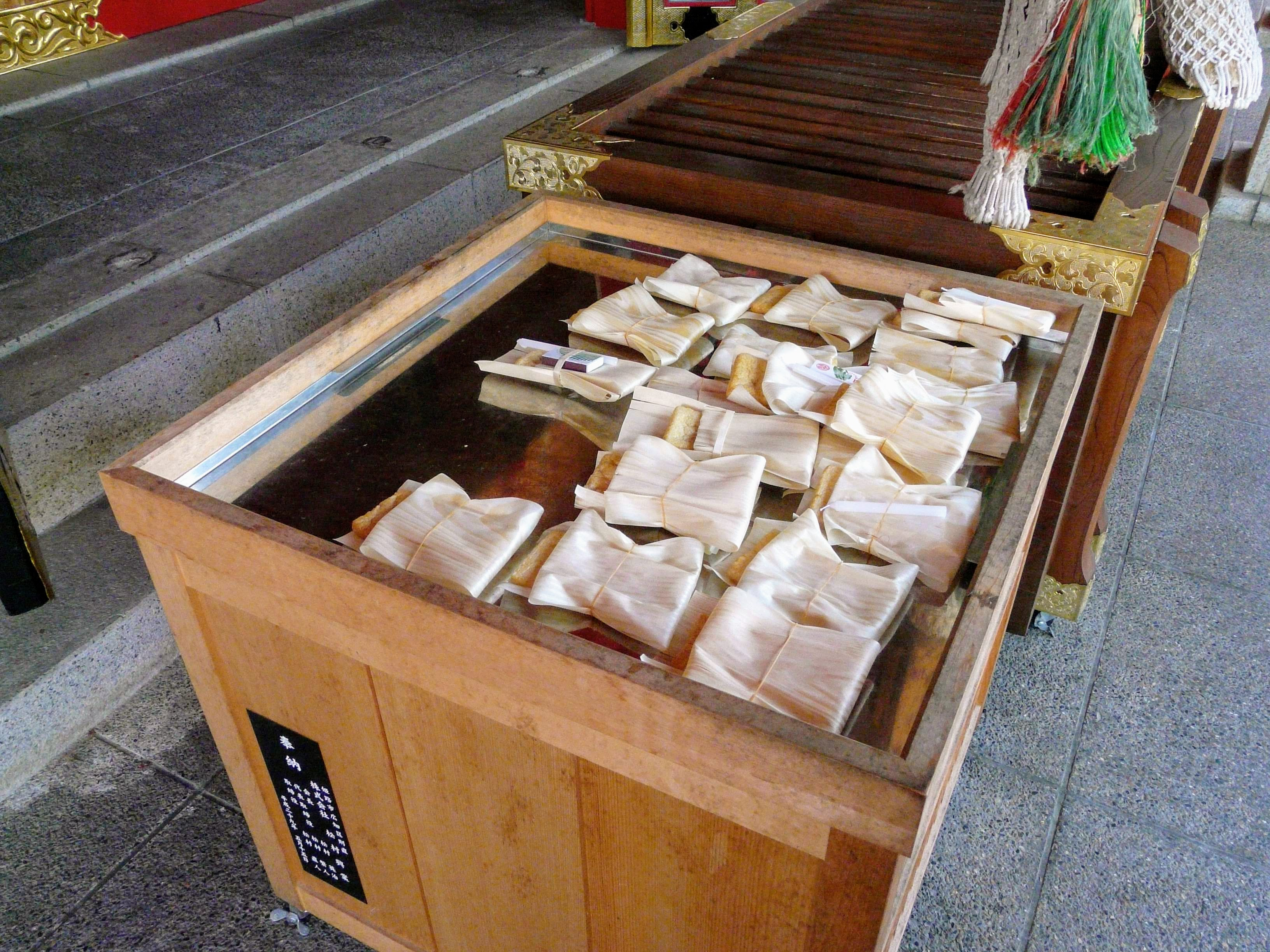
供え物の油揚げ

## 境内社

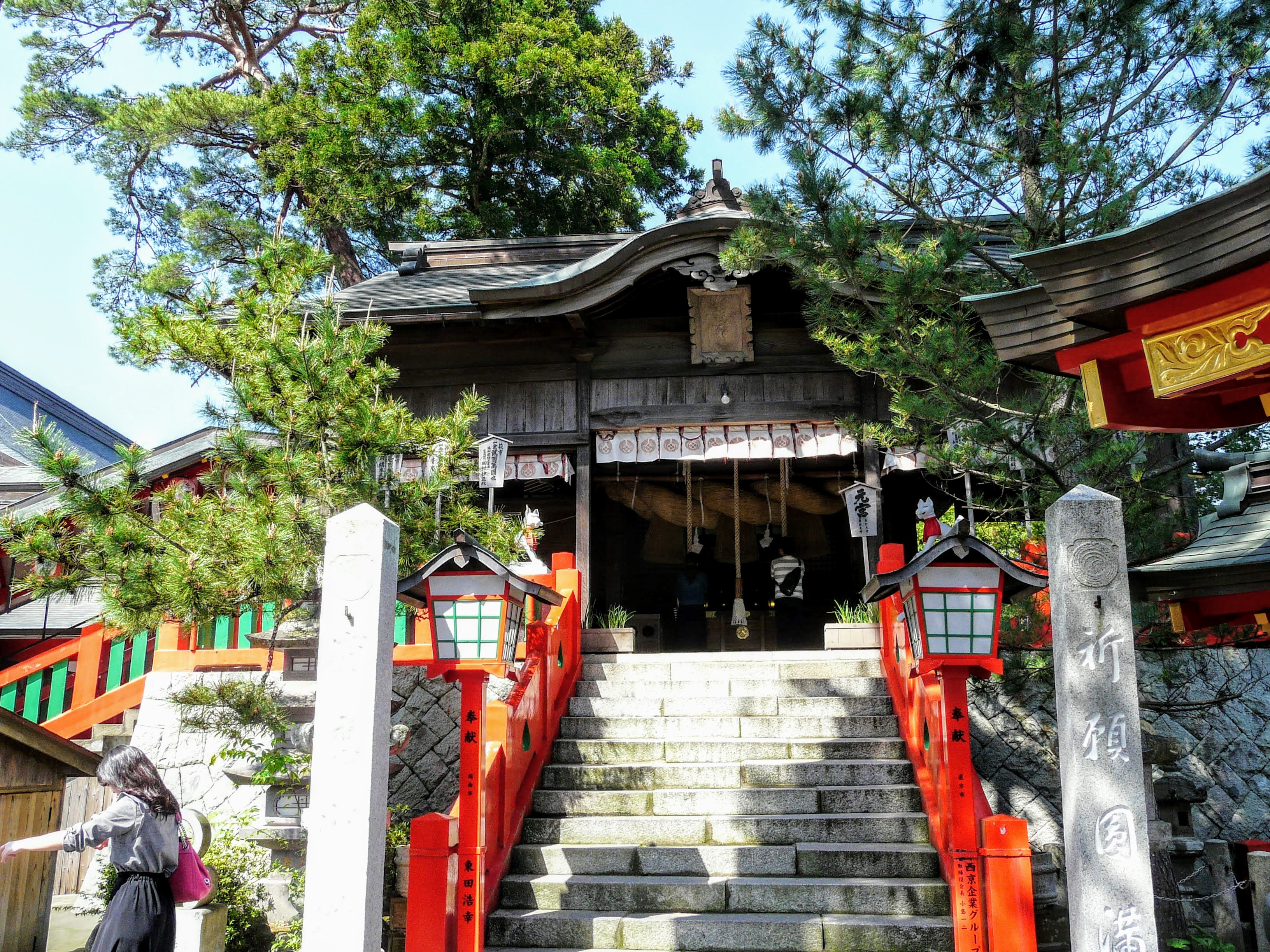
元宮
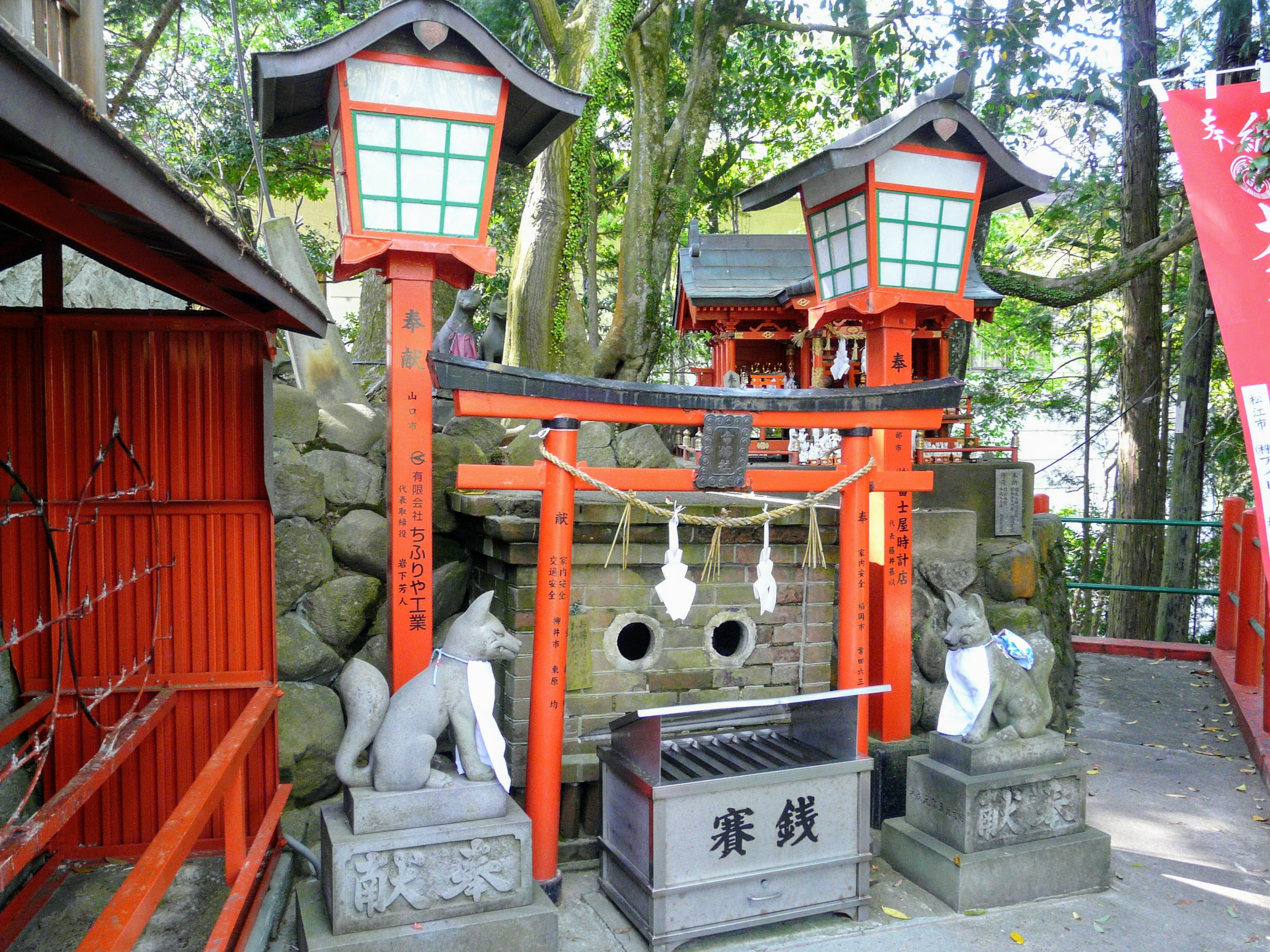
命婦社
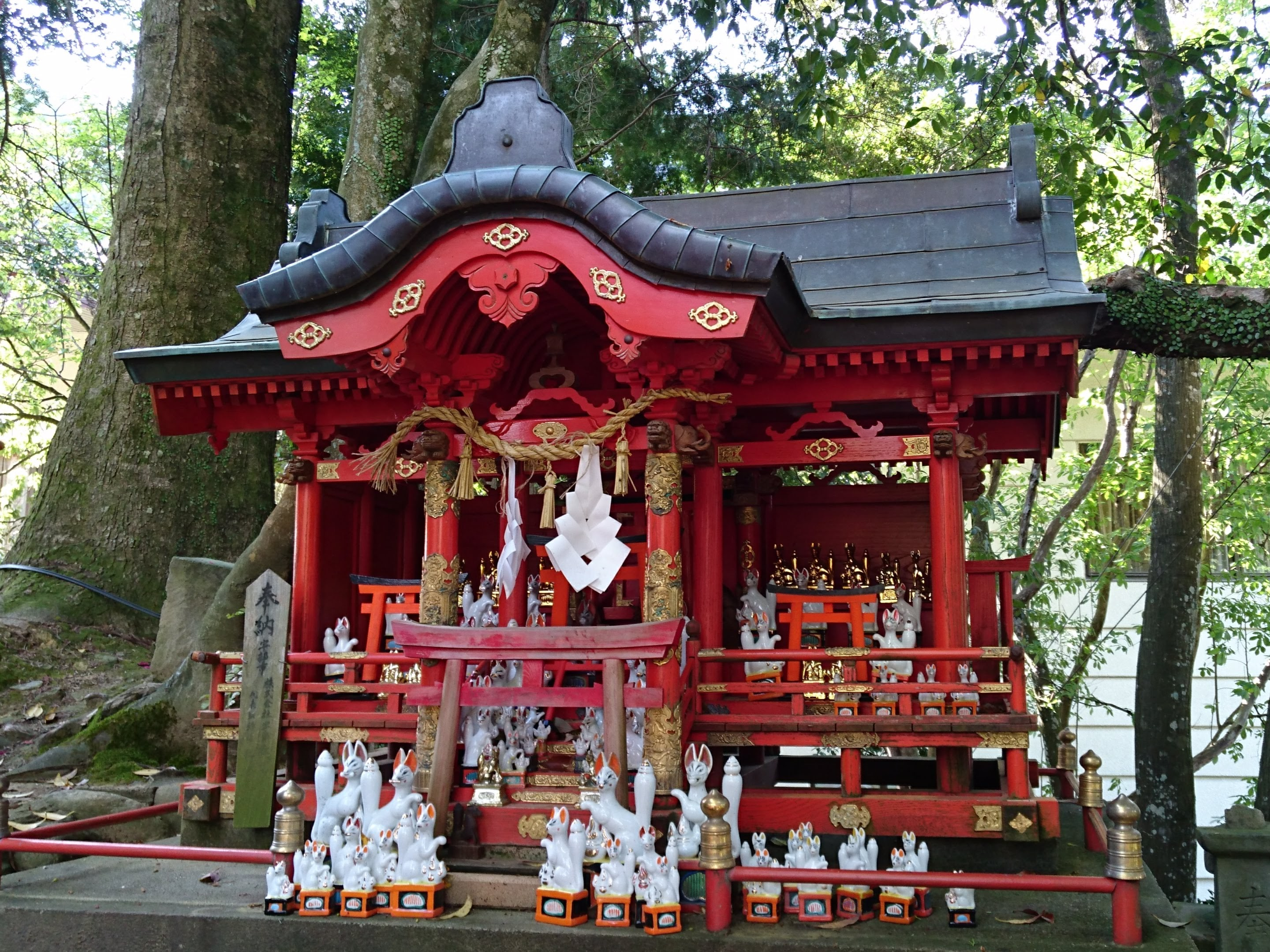
命婦社・社殿
  - 祭神：伊弉冉尊（熊野大神）、宇迦之御魂神（稲成大神）[4]。

1969年（昭和44年）、新社殿が建立されたため、元の社殿を「元宮」とし、分霊を祀る。
- 命婦社
  - 祭神：命婦専女神 - 稲成大神の眷属で、夫婦の白狐神。通称「おじょう」ともよばれる[11]。

※命婦は、平安期の従五位以上の位階を有する女官、および官人の妻の地位を示す称号だが、稲荷大神の眷属の狐の異称でもある。
- 元宮
- 命婦社
- 命婦社・社殿

## 祭事
以下の祭事が行われる。
月祭事
- 毎月1日・15日 - 「お一日まいり」と 旧熊野神社（歴史参照）の月次祭の15日に行われる。

年間祭事
- 2月初午 初午大祭
- 3月旧初午 旧初午祭
- 5月15日 春季大祭
- 11月15日 例祭
- 11月16日 秋季大祭
- 11月23日 新嘗祭

など

## 文化財

### 島根県指定文化財
古文書
- 天球儀、地球儀 - 指定年月日：昭和41年5月31日[13]。

文化5年（1808年）堀田仁助作。
- 紙本著色日本国地理測量之図、紙本著色東三拾三国沿岸測量之図 - 指定年月日：昭和49年12月27日[13]。

伊能忠敬の測量図を高橋景保が模写したもの。

## 社宝
宝物殿収蔵物は、特別社宝88点、書画77点、美術工芸品58点、その他16点（現在、矩貞着用甲冑は亀井温故館で展示）。
- 宝物殿展示物
  - 『元武公虎狩之図』（栗本格斎画　朝鮮出兵時在陣中亀井茲矩虎狩絵図）
  - 『贈虎礼状』（豊臣秀吉礼状　祐筆長束正家書）
  - 『四葉榊前立当世具足一式』（藩士新井七兵衛道具）
  - 『因幡鹿野城瓦』（亀井氏略紋）
  - 『養蚕之図』（山本栞谷画）
  - 『岡熊臣肖像』（山本栞谷画）
  - 『邯鄲醒夢図』（山本栞谷画）
  - 『犬追物図』（大島松渓画）
  - 『城内欄干白兎彫刻』（大島松渓作）
  - 『新春三鶴図』（岡野洞山画）
  - 『山水図』（多胡逸斎画）
  - 『三代藩主茲親筆掛軸』（題字：愛 人皆炎熱苦我夏日長愛）
  - 『七代藩主矩貞作　御庭焼』（藩主製作　広皿焼物　三点）
  - 『藩校養老館扁額』（八代藩主矩賢揮毫）
  - 『十一代藩主茲監着用直垂』
  - 『因州記』（文久元年湯舎人著　絵付旅日記 譲伝寺亀井茲矩二五〇年法要参列旅程記録）
  - 『津和野城下絵図　掛軸三幅組』（栗本格斎画）
  - 『艱民図』（山本栞谷画　明治天皇陛下献上品副）
  - 『上杉久輿入道具』（竹雀紋、上杉茂憲伯爵五女）
  - 『亀井修子御食初道具』（亀井氏紋、亀井茲常伯爵長女）
  - 『神狐像』一対他（北白川宮妃富子殿下奉納）
  - 『西周　詩軸』（詩：田畑麦秀畝東西飛棗花開樹保紅野客眠閑　餐渡酥白鷗飛静止強風）
  - 『西周　散人刀』（西周遺品　鯤を模す木剣、裏面は鯤の伝承を語る荘子の漢詩を翻刻、落款有）
  - 『西周　接遇御礼書軸』（書：人何須緑蟻　明治十四年五月津和野旅寓）
  - 他

- 非展示物
  - 『桜廼舎文庫』（岡熊臣蔵書、岡熊臣著『日本書紀私伝』を含む）
  - 『椋木潜文庫』（志士椋木潜蔵書、明治期の広範な学術文献及教育文献中心、三十五箱四百拾六部弐千六百四拾八冊）
  - 『佐伯利麿文庫』（佐伯利麿蔵書）
  - 『江戸三十三間堂図』（尾形月耕画）
  - 『山水図』（山本栞谷画）
  - 『聖人図』（山本栞谷画）
  - 『盧公図』（山本栞谷画）　
  - 『秋血盧図』（山本栞谷画）
  - 『鶴亀図』（岡野洞山美髙画）
  - 『賛珠図』（岡野洞山画）
  - 『松鶴図』（岡野洞渕画　岡野氏初代　三代藩主茲親に召抱えられた）
  - 『近江八景図』（岡野洞渕画）
  - 『花鳥図』（三浦紫畹画）
  - 『四季花鳥屏風』（三浦紫畹画　二枚折屏風）
  - 『梅之図』（三浦紫畹画）
  - 『孔雀之図』（三浦紫畹画）
  - 『秋色之図』（加部嚴夫画　大國門下　画を野口幽谷に学ぶ）
  - 『鶴画　自画賛』（大國隆正自画賛）
  - 『吉賀記』（尾崎太左衛門著）（写本：太皷谷稲成神社本、吉賀津和野地域古伝・歴代藩公出自事績等を紀伝体にて収む、装丁は無頁及び崩れ有）
  - 『藩邸常備槍』（藩邸常備武具、鞘に亀井家家紋）
  - 他

### 注記
1. ↑  厳密には、宗教法人としては他に2社存在する。稲成神社を参照。